# Charles Van de Walle
Charles Louis Maria Van de Walle (Lokeren, 14 juni 1878 - aldaar, 5 mei 1946) was een Belgisch landbouwer en politicus voor de Katholieke Partij.

## Levensloop
Van de Walle - landbouwer van beroep - stond in april 1921 op de katholieke kieslijst voor de gemeenteraad in Lokeren en trad na het overlijden van Irma De Vuyst in december 1924 als opvolger tot de gemeenteraad toe.
Voor de wetgevende verkiezingen van 20 november 1921 was hij lijsttrekker van een kieslijst van landbouwers van het Land van Waas voor het kanton Lokeren in het kiesarrondissement Sint-Niklaas. Die lijst haalde slechts 520 stemmen (1,2%) maar de zetelverdeling zorgde in dit arrondissement voor een verrassing. Door de apparentering ging de laatste Oost-Vlaamse zetel onverwacht naar Van de Walle, omdat zijn lijst gekoppeld was aan die van de daensisten te Aalst, en werd hij verkozen tot volksvertegenwoordiger. De 7.958 stemmen van de daensisten waren onvoldoende om een zetel te halen, maar met de 520 stemmen van zijn lijst erbij, had die lijstengroep net voldoende om de laatste Oost-Vlaamse zetel te veroveren.
De toekenning van de zetel aan Van de Walle werd daarna echter door de Kamer tenietgedaan. Dit gebeurde met 97 stemmen (socialisten + liberalen) tegen 79 (katholieken). Het politiek geïnspireerde motief klonk dat de apparenteringsmogelijkheid niet aan de ondertekenaars van zijn kandidatenlijst was voorgelegd. De zetel werd ten slotte toegekend aan de Wase socialist Alphonse De Vos (BWP). In werkelijkheid heeft Van de Walle dus nooit gezeteld.
Na de gemeenteraadsverkiezingen van 1926 trad Van De Walle toe tot het schepencollege van Lokeren. Na het overlijden van Gaston Van der Poorten in december 1940 werd hij aldaar aangesteld als dienstdoend burgemeester. Deze functie oefende hij uit tot 10 juni 1941, waarna hij op besluit van de secretaris-generaal van het Ministerie van Binnenlandse Zaken en Volksgezondheid Gérard Romsée werd opgevolgd door oorlogsburgemeester Stan De Bruyn van het VNV. Van De Walle hernam zijn taak als schepen. Na de bevrijding nam hij de taak van dienstdoend burgemeester opnieuw op tot aan zijn dood. Hij werd in deze hoedanigheid opgevolgd door de liberaal Albert Lamborelle.